# از بلور خون
از بلور خون فیلمی به کارگردانی و نویسندگی جمشید عندلیبی ساختهٔ سال ۱۳۷۱ است.

## خلاصه داستان
مرد معتادی به نام محمود کریمی با همکاری احمد سلجوقی قمارباز حرفه‌ای دست به قتل سه نفر رانندۀ کامیون‌های حامل تیرآهن می‌زنند و با فروش ۷۵ تن آهن‌آلات مسروقه به دل‌مشغولی‌های خود می‌پردازند...

## بازیگران
- مصطفی طاری
- صدرالدین حجازی
- محبوبه بیات
- میرمحمد تجدد
- رضا کرم رضایی
- بهزاد رحیم خانی
- کاظم افرندنیا
- مهدی آریان نژاد
- سرور رجایی
- محمود دینی
- محمد ابهری
- علی رامز
- الهه سجادی
- مهری ودادیان
- ملیحه حاجیلو
- کسری حجازی
- سینا حجازی
- اسداله شمس خامنه‌ای
- صفر عبدلی
- علی خیری
- محمدرضا قومی
- حسين جنگلى
- نيلوفر جنگلى